# Championnats du monde féminins de VTT cross-country à assistance électrique
Le VTT cross-country à assistance électrique est une des épreuves au programme des championnats du monde de VTT. Elle est organisée depuis les championnats de 2019.

## Podiums
| Année                 | Or                  | Argent              | Bronze              |
| --------------------- | ------------------- | ------------------- | ------------------- |
| 2019 Mont Sainte-Anne | Nathalie Schneitter | Maghalie Rochette   | Anneke Beerten      |
| 2020 Leogang          | Mélanie Pugin       | Kathrin Stirnemann  | Nathalie Schneitter |
| 2021 Val di Sole      | Nicole Göldi        | Laura Charles       | Sofia Wiedenroth    |
| 2022 Les Gets         | Nicole Göldi        | Justine Tonso       | Nathalie Schneitter |
| 2023 Glasgow          | Nathalie Schneitter | Sofia Wiedenroth    | Justine Tonso       |
| 2024 Pal Arinsal      | Sofia Wiedenroth    | Nathalie Schneitter | Florencia Espiñeira |

## Tableaux des médailles
Mis à jour après l'édition 2024
| Rang | Athlète             | Or | Argent | Bronze | Total |
| ---- | ------------------- | -- | ------ | ------ | ----- |
| 1    | Nathalie Schneitter | 2  | 1      | 2      | 5     |
| 2    | Nicole Göldi        | 2  | 0      | 0      | 2     |
| 3    | Sofia Wiedenroth    | 1  | 1      | 1      | 3     |
| 4    | Mélanie Pugin       | 1  | 0      | 0      | 1     |
| 5    | Justine Tonso       | 0  | 1      | 1      | 2     |
| 6    | Laura Charles       | 0  | 1      | 0      | 1     |
| 6    | Maghalie Rochette   | 0  | 1      | 0      | 1     |
| 6    | Kathrin Stirnemann  | 0  | 1      | 0      | 1     |
| 9    | Anneke Beerten      | 0  | 0      | 1      | 1     |
| 9    | Florencia Espiñeira | 0  | 0      | 1      | 1     |

| Rang  | Nation    | Or | Argent | Bronze | Total |
| ----- | --------- | -- | ------ | ------ | ----- |
| 1     | Suisse    | 4  | 2      | 2      | 8     |
| 2     | France    | 1  | 2      | 1      | 4     |
| 3     | Allemagne | 1  | 1      | 1      | 3     |
| 4     | Canada    | 0  | 1      | 0      | 1     |
| 5     | Chili     | 0  | 0      | 1      | 1     |
| 5     | Pays-Bas  | 0  | 0      | 1      | 1     |
| Total | Total     | 6  | 6      | 6      | 18    |